# Papyrus (stripreeks)
Papyrus is een Belgische stripreeks van Lucien De Gieter die zich in het oude Egypte van de farao's afspeelt. De verhalen verschenen vanaf 1974 in het blad Spirou. Aanvankelijk werkte De Gieter zonder veel documentatie, en daardoor neigden de verhalen naar het fantastische. Later, met meer documentatie achter de hand werden de verhalen realistischer. Ook de tekenstijl werd minder karikaturaal en semi-realistisch. Pas na drie volledige verhalen in Spirou en gelet op het succes bij het lezerspubliek, zijn de verhalen ook in album gepubliceerd door uitgever Dupuis.
Na 33 verhalen (in 40 jaar) stopte de reeks in 2015. 
Verder is er van Papyrus een 52-delige tekenfilmserie verschenen, ook genaamd Papyrus.

## Personages
De twee belangrijkste hoofdfiguren in de reeks zijn:
- Papyrus: de held in de serie en is bevriend met de dochter van de farao. Hij bezit een magisch zwaard dat hem door de dochter van de God Sebek is gegeven en in ruil hiervoor moet hij de prinses Lief-Er-Theti tegen alle bedreigingen beschermen.
- Lief-Er-Theti: de dochter van de farao Merenptah.

Regelmatig terugkomende personages zijn:
- Phoetus: een kleine mummie die onze vrienden vaak helpt in nood.
- Pouin: een rondbuikige zwarte dwerg.

## Albums
1. De verdwenen mummie
2. De heer van de drie deuren
3. De gigant zonder gezicht
4. Het faraograf
5. De witte Egyptenaar
6. De vier vingers van de maangod
7. De wraak van Ramses
8. De metamorfose van Imhotep
9. De tranen van de reus
10. De zwarte piramide
11. De verdoemde farao
12. De obelisk
13. Het labyrint
14. Het cyclopeneiland
15. Het kind van de tempel
16. De heer der krokodillen
17. Toetanchamon
18. Het oog van Re
19. De moorddadige mummies
20. De toorn van de grote sfinx
21. De talisman uit de grote piramide
22. De gevangene van Sekhmet
23. De Odyssee van Papyrus 1: Het paard van Troje
24. De purperen hand
25. De gekke farao
26. Het masker van Horus
27. De toorn der goden
28. De kinderen van Isis
29. Het eiland van de dode koningin
30. Het orakel
31. Het goud van de farao
32. De stier van Montoe
33. Farao Papyrus